# Convento de San Antonio de Padua (Toledo)
El convento de San Antonio de Padua es un edificio de la ciudad española de Toledo, cuyo origen se remonta al siglo XVI.

## Historia
Fue en origen un beaterio de mujeres fundado en 1514, que tuvo su sede en unas casas situadas frente a la portada de la iglesia conventual de los Dominicos de la Madre de Dios. En 1525, las beatas compran el palacio o casona del regidor comunero Hernando de Ávalos, que había sido confiscada, por orden de Carlos V. Este palacio de Ávalos será el núcleo del convento de San Antonio de Padua, con otras adiciones de inmuebles vecinos. Las trazas, para la iglesia conventual, se deben a Juan Bautista Monegro; pero quien terminó las obras fue Juan Martínez Encabo. 

## Descripción

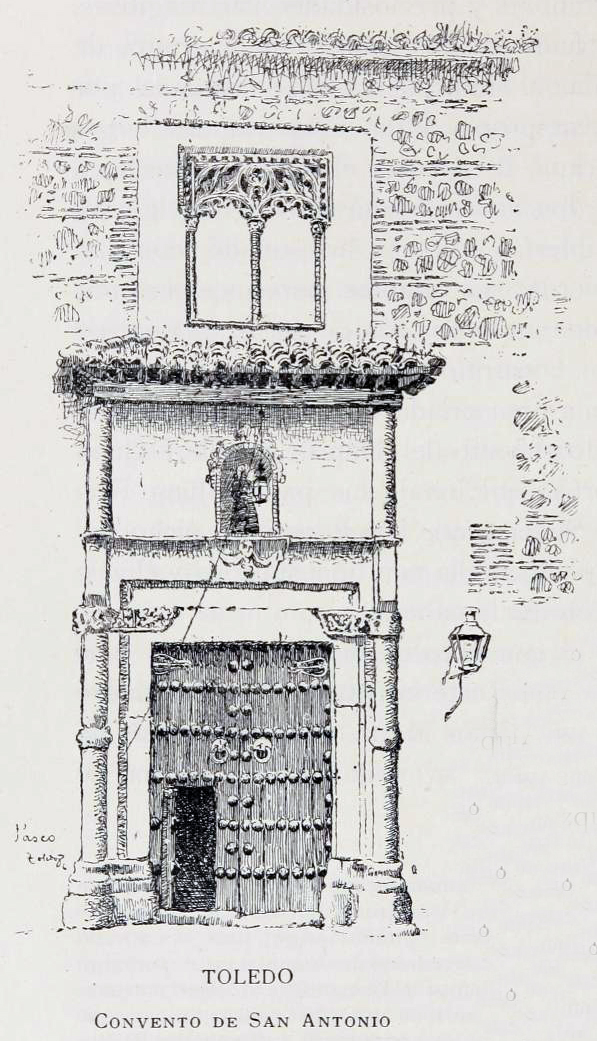
La portada del convento dibujada por Josep Pascó (1886)

En las dependencias conventuales se aprecia una yuxtaposición, impuesta sin un criterio ordenador. Es de destacar el denominado patio de Los Naranjos, que data de 1480. Se trata de un espacio cuadrangular, de estructuras adinteladas, cuyos soportes fundamentales son pilares ochavados. Sus galerías presentan cubiertas de madera, con alfarjes de decoración vegetal pintada y algunas yeserías decorativas, gótico-mudéjares. 
La portada conventual parece ser, también, resto del antiguo palacio de Ávalos, ejemplo del gótico civil toledano. El convento cuenta con otro patio, el conocido como del Cementerio, que parece obra de principios del siglo XVI. Está formado por tres pisos adintelados, el inferior con soportes de piedra y los restantes en madera. La sala capitular, con un alfarje como cubierta, es fechable hacia finales del siglo XV. 
La iglesia es de planta rectangular, de una sola nave, dividida en cuatro tramos, y cuenta con amplio crucero de escaso desarrollo lateral, presbiterio de testero plano, poco profundo y tres capillas-hornacinas, por cada lado. Presenta un amplio coro a los pies del templo. Sobre el tramo central del crucero se levanta una gran cúpula, fajeada sobre pechinas, sin tambor y ciega. El resto de las bóvedas son medios cañones con lunetos. La articulación de los jaharrados alzados interiores se realiza mediante pilastras toscanas, sobre las que corre el correspondiente entablamento de friso liso. 
Exteriormente, todo el conjunto conventual, tiene paramentos con aparejo mixto de ladrillo y mampostería. Aunque la iglesia muestra volúmenes cúbicos y de netas aristas, sobre todo el cimborrio, cuadrangular al exterior, enmascara la nervatura de la cúpula. 